# Дитюк Іван Григорович
Іва́н Григо́рович Дитю́к (30 січня 1920 — 23 січня 1982) — радянський військовик, в роки Другої світової війни — старший розвідник батареї 156-го гвардійського артилерійського полку 77-ї гвардійської стрілецької дивізії 69-ї армії, гвардії єфрейтор. Повний кавалер ордена Слави.

## Життєпис
Народився в селі Мар'янівка, нині Захарівського району Одеської області, в селянській родині. Українець. Після закінчення 6 класів школи працював у колгоспі.
До лав РСЧА призваний у 1940 році. Служив розвідником у 979-му (з березня 1943 року — 156-му гвардійському) артилерійському полку 173-ї (з березня 1943 року — 77-ї гвардійської) стрілецької дивізії. Учасник німецько-радянської війни з червня 1941 року. Воював на Західному, Сталінградському, Брянському, Центральному, Білоруському та 1-му Білоруському фронтах.
Після закінчення війни продовжив військову службу. Демобілізований у 1949 році.
Мешкав у місті Тирасполь (Молдавська РСР), працював на заводі арматурником. Похований на Дальньому кладовищі Тирасполя.

## Нагороди
Нагороджений орденами Вітчизняної війни 1-го ступеня, Слави 1-го (31.05.1945), 2-го (08.10.1944) та 3-го (21.07.1944) ступенів і медалями.